# Sega System 18
Sega System 18 — аркадный автомат, выпущенный Sega в 1989 году. В System 18 был малый каталог игр, но хотя большинство из них было реализовано на печатных платах, совместимых со стандартом JAMMA. В большинстве из этих плат была так называемая «суицидальная батарея»: ключи шифрования и другие важные для старта системы находились в ОЗУ, питаемой от батарейки. Когда заряд батарейки падал, печатная плата с игрой становилась бесполезной — Sega не реализовала поддержку перепрограммирования ОЗУ силами самой платы. Владельцу автомата приходилось покупать новую плату или аркадный автомат.

## Особенности
- Основной процессор: Motorola 68000 @ 10 МГц
- Звуковой процессор: Zilog Z80 @ 8 МГц
- Звуковые чипы: 2 x Yamaha YM3438 @ 8 МГц + Ricoh RF5c68 @ 10 МГц (8-канальный чип PCM, названный «Sega Custom 315»)
- Разрешение экрана: 320 x 224
- Палитра: 4096 цветов
- Комплектация: Основная плата + плата ROM

## Список игр
- Bloxeed (1989 — только для Японии)
- Shadow Dancer (1989)
- Alien Storm (1990)
- Michael Jackson’s Moonwalker (1990)
- Clutch Hitter (1991)
- D. D. Crew (1991)
- Laser Ghost (1991)
- Desert Breaker (1992)
- Where’s Wally! (1992)